# Универзитет за мир
Универзитет за мир (енгл. University for Peace, шп. Universidad para la Paz) је међународни универзитет и организација. Основан је 1980. године као уговорна организација од стране Генералне скупштине Уједињених нација. Сваке године бира око 200 студената широм света за мастер студије које се односе на проучавање мира и сукоба, животне средине и развоја или међународног права. Такође нуди докторске студије и образовање за руководиоце.
Седиште се налази у природном подручју у провинцији Сан Хосе. Међутим, такође има канцеларије за образовање, истраживање и друге пројекте у Сједињеним Америчким Државама, Хондурасу, Немачкој, Швајцарској, Холандији, Етиопији, Филипинима, Кини и Италији. Такође је активан у Сомалији преко Института за мир, безбедност и развој.